# Jeopardy!
Jeopardy! est un jeu télévisé américain créé par Merv Griffin (ayant aussi créé La Roue de la fortune) et diffusé depuis le 30 mars 1964 en syndication.

## Principe du jeu
À partir de réponses communément appelés des indices (clues en anglais), trois candidats doivent trouver la question correspondante. Chaque bonne réponse (c'est-à-dire chaque bonne question) rapporte une somme, chaque erreur la fait perdre. Ils peuvent choisir entre six catégories et cinq valeurs d'indices par catégorie.
Les deux premières manches font s'affronter les trois candidats selon leur rapidité à buzzer pour répondre. Lors de la troisième et dernière manche (Final Jeopardy!), ils répondent par écrit pour trouver une question et parient secrètement une somme sur leurs réponses avant la présentation de la réponse. Le gagnant est celui qui a gagné le plus d'argent pendant l'émission, lui donnant le droit de revenir pour la suivante.
Les trois candidats ont à l'origine remporté ce qu'ils ont marqué dans la version 1964. Les dirigeants ont ajouté un risque supplémentaire pour le 1984 en adoptant les règles actuelles où seul le gagnant conserve ses gains. Principalement, depuis 1984, les deux perdants repartent avec des cadeaux de consolation, puis des sommes leur permettant au moins de compenser le coût du voyage à Sony Pictures Studios Alex Trebek Stage à Culver City, où l'émission est enregistrée. Le but est que les trois joueurs misent pour gagner lors de la troisième manche.

## Murs d'images

Mur d'images de la manche 1 aux États-Unis.

Les murs d'images sont des tableaux comportant 6 catégories (à l'horizontale), et pour chacune d'elles 5 sommes. Ces sommes sont identiques pour chaque catégorie. Lors de la manche 2 (Double Jeopardy!), les sommes du mur d'images de la manche 1 sont doublées. Lors de la manche 1, un Daily Double (Doublé du jour en France) est caché derrière une case du tableau. Lors de la manche 2, deux Daily Double sont cachés, chacun derrière une case du tableau.

## Historique

### Animation
L'émission a été diffusée aux États-Unis pendant trois périodes :
- du 30 mars 1964 au 3 janvier 1975 sur NBC, présenté par Art Fleming avec la voix de Don Pardo ;
- du 2 octobre 1978 au 2 mars 1979 sur NBC, The All-New Jeopardy!, présenté par Art Fleming avec la voix de John Harlan ;
- du 17 septembre 1984 au 8 janvier 2021, le jeu est présenté par Alex Trebek avec la voix de Johnny Gilbert.
- du 11 janvier 2021 au 13 août 2021, après la mort de Trebek (8 novembre 2020, avec des programmes tournés le 29 octobre 2020, son dernier jour d'enregistrement, diffusé le 8 janvier 2021), le jeu est présenté par des modérateurs invités rotatifs avec la voix de Johnny Gilbert.
- du 13 septembre 2021 au 17 septembre 2021, le jeu est présenté par Michael G. Richards avec la voix de Johnny Gilbert.
  - À l'origine, les plans pour la saison 38 annoncés en 11 août 2021 prévoyaient que Michael G. Richards prenne la relève en tant qu'hôte à temps plein, et il a filmé la première semaine d'épisodes de la nouvelle série à diffuser du 13 au 17 septembre 2021. Cependant, il a démissionné du poste de modérateur et producteur exécutif après une série de litiges l'impliquant depuis son ancien poste chez Groupe RTL de 2008 à 2019, y compris un litige du jeu télévisé Groupe RTL Le Juste Prix.
- du 20 septembre 2021 au 30 juin 2023, Mayim Bialik et Ken Jennings présentent le jeu en alternance. Bialik a présenté le tournoi des enseignants de la série 38 et devrait animer le tournoi collégial.  
  - Dans la série 39, les deux tournois nocturnes de l'American Broadcasting Company mettaient en vedette les deux hôtes. Bialik a accueilli le tournoi des célébrités de 13 semaines à l'automne 2022, et Jennings a accueilli les dix épisodes de mai 2023 Jeopardy! Masters avec cinq joueurs champions du tournoi de la série 39 et le vainqueur du tournoi de la série 36 James Holzhauer.
  - Dans la série 39, Bialik est sorti à la suite du conflit de travail de la Writers Guild of America, laissant Jennings terminer les 20 derniers épisodes diffusés en juillet 2023.
  - Sony a annoncé que Bialik avait quitté le programme syndiqué le 15 décembre 2023 pour d'autres projets.
- à partir du 3 juillet 2023, le jeu est présenté par Ken Jennings avec la voix de Johnny Gilbert.

#### Saison 37 - reprise de l'enregistrement après la mort de Trebek
- - du 11 janvier 2021 au 19 février 2021, le jeu est présenté par Ken Jennings
  - du 22 février 2021 au 5 mars 2021, le jeu est présenté par Michael G. Richards (Producteur exécutif des jeux télévisés Sony Pictures)
  - du 8 mars 2021 au 19 mars 2021, le jeu est présenté par Katie Couric
  - du 22 mars 2021 au 2 avril 2021, le jeu est présenté par Mehmet Oz
  - du 5 avril 2021 au 16 avril 2021, le jeu est présenté par Aaron Rodgers
  - du 19 avril 2021 au 30 avril 2021, le jeu est présenté par Anderson Cooper
  - du 3 mai 2021 au 14 mai 2021, le jeu est présenté par Bill Whitaker (le journal CBS)
  - du 17 mai 2021 au 28 mai 2021, Tournoi des Champions est présenté par Austin Cohen (vainqueur de neuf matchs de la série 32 et du tournoi des champions de la série 34).
  - du 31 mai 2021 au 11 juin 2021, le jeu est présenté par Mayim Bialik, Ph. D.
  - du 14 juin 2021 au 25 juin 2021, le jeu est présenté par Savannah Guthrie.
  - du 29 juin 2021 au 9 juillet 2021, le jeu est présenté par Sanjay Gupta.
  - du 12 juillet 2021 au 16 juillet 2021, le jeu est présenté par George Stephanopoulos.
  - du 19 juillet 2021 au 23 juillet 2021, le jeu est présenté par Robin Roberts.
  - du 26 juillet 2021 au 30 juillet 2021, le jeu est présenté par LeVar Burton.
  - du 2 août 2021 au 6 août 2021, le jeu est présenté par David Faber.
  - du 9 août 2021 au 13 août 2021, le jeu est présenté par Joe Buck.

Au cours de son histoire, Jeopardy! a remporté dix Daytime Emmy pour le meilleur jeu télévisé et a été parodié de nombreuses fois, notamment par la comédie de sketchs télévisée Saturday Night Live pour ses émissions spéciales de célébrités.
En 2004, le jeu a suscité un grand intérêt lorsqu'un joueur, Ken Jennings, a gagné 74 fois de suite et remporté 2 520 000 $. Il est ensuite revenu dans différents tournois et autres jeux TV dont 1 contre 100 et Are You Smarter Than a 5th Grader? dans leurs versions américaines. Il a remporté au total 3 623 414,29 $, ce qui fait de lui l'homme qui a gagné le plus d'argent dans l'histoire des jeux télévisés au niveau mondial, hors jeux de loterie diffusés à la TV. Après la mort de Alex Trebek, le producteur exécutif Michael G. Richards a annoncé que Ken Jennings deviendrait le premier d'une série de modérateurs invités rotatifs à partir des enregistrements du 30 novembre 2020, à diffuser le 11 janvier 2021.
En février 2011, le programme d'intelligence artificielle Watson, conçu par IBM, participe à trois épisodes de Jeopardy!, face à Ken Jennings et Brad Rutter (en), deux anciens champions du jeu, et remporte le match contre ses adversaires humains.

### Adaptations
Le jeu a connu des adaptations dans plusieurs pays.
- En France, le jeu a été présenté par Philippe Risoli de 1989 à 1992 sur TF1.
- Au Québec, le jeu a été présenté par Réal Giguère sur le réseau TVA du 2 septembre 1991[3] jusqu'au printemps 1993. L'émission était intéractive avec le terminal Vidéoway.

### Records[4]
- Ken Jennings a remporté 74 victoires dans les émissions classiques, ce qui lui a valu 2 520 700 $, record de gains sur une série de victoires. Il est par la suite revenu pour différents tournois, et a remporté le tournoi du Greatest Of All Time (Meilleur de tous les temps), ce qui lui a valu une récompense d'un million de dollars supplémentaires. Il a au total remporté 4 370 700 $, ce qui fait de lui le deuxième candidat ayant remporté le plus d'argent de l'histoire de l'émission.
- Brad Rutter a quant à lui remporté 4 938 436 $ toutes compétitions confondues, ce qui est le record de gains de l'émission.
- James Holzhauer a gagné 32 émissions consécutives, et a à lui seul plus de 10 records de gains en une seule émission. Il a remporté au total 2 462 216 $ dans les émissions classiques, auxquels on peut ajouter 500 000 $ remportés dans le tournoi du G.O.A.T.  Son score de 131 127 est le score le plus élevé sur une seule journée de l'histoire de la franchise.

### Allusions au cinéma et à la télévision
- Dans le film Sans plus attendre, Morgan Freeman ne rate pas cette émission et il répond avant les candidats de la télévision[5].
- Dans le film Un jour sans fin, Bill Murray nommé Phil Connors profite d'une de ses nombreuses soirées de ce 2 février pour répondre avant les candidats de la télévision, pour épater et même quelque peu faire peur à ses convives.
- Dans l'épisode des Simpson « Un Noël d'enfer », Marge va à Jeopardy! afin de gagner de l'argent, mais finalement elle perd et doit même de l'argent à la production de l'émission.
- Dans l'épisode « La grande épreuve » (Nanny and the Professor) de la saison 3 de la série Une nounou d'enfer, le frère de C.C. parie avec elle qu'il peut faire l'impossible comme faire participer Fran à Jeopardy!.
- Dans l'épisode « Le jeu des questions » de la série Beverly Hills 90210, saison 5, Brandon et Claire s'affrontent au jeu, mais c'est Andrea qui est candidate.
- Dans le film Les Blancs ne savent pas sauter, la compagne de l'un des deux personnages principaux est obsédée par ce jeu télévisé, elle s'entraîne sans relâche pour participer à l'émission et ainsi gagner une grosse somme d'argent.
- Dans un épisode la série Clarence, Jeff regarde l'émission.
- Dans le film Rain Man, Raymond (Dustin Hoffman) est obsédé par la télé et les horaires des jeux télévisés, dont Jeopardy! qu'il ne faut jamais rater.
- Dans la série Bones, Vincent-Nigel Murray, un des internes du Dr Tempérance Brennan, gagne un million de dollars en participant à Jeopardy!.
- Dans Friends, quand Ross dit a l'infirmière que Marcel (le singe) est comme un humain, celui-ci regarde Jeopardy!.
- Dans Fringe, saison 3 épisode 4, Peter dit à Walter que ce qu'il lui a dit lui servirait s'il participait à Jeopardy!.
- Dans le film California man, Stoney fait allusion à Jeopardy! comme son émission préférée.
- Dans l'épisode « Possédés » de Stargate Atlantis (saison 2 épisode 16), Sheppard et McKay explique à Ronon que les Terriens s'occupent en regardant la télé.
- Dans l'épisode pilote « Le monde selon Lénine » de la série Sliders : Les Mondes parallèles, alors qu'il s'apprête à se substituer à son double pour libérer Rembrandt Brown, le professeur Maximillian Arturo fait référence à Jeopardy!, qu'il devrait être en train de regarder en sirotant un tasse de thé. À cette remarque, Quinn Mallory lui répond que cette semaine a lieu le tournoi des champions.
- Dans l'épisode « Questions and Answers », Saison 7 épisode 17 de Les Craquantes (Golden Girls). Dorothy se prépare à participer au jeu et en fait un véritable défi, pour finalement ne pas être retenue malgré ses bonnes réponses en pré-sélection.
- Dans l'épisode La Rencontre avec le grand Stan de la série The Big Bang Theory, quand Leonard réfléchit et hésite sur ce qu'il va choisir de faire dédicacer à Stan Lee, Raj lui fait la blague de passer le thème musical de l'émission avec le haut-parleur télécommandé intégré à son chandail. Mayim Bialik, Ph. D. qui a joué Amy Farrah Fowler dans la série, en 2021 a été modératrice pour le jeu télévisé Jeopardy! plusieurs fois en 2021.
- Dans l'épisode Jeopardé, Sobrieté and Infidelité de la série Les Conners, Becky joue dans un épisode de Jeopardy !, et est expulsée après le deuxième tour pour un score négatif, ce qui conduit à des insultes de la part de l'animateur réel du jeu télévisé lors de l'enregistrement de l'épisode, Aaron Rodgers.

### Chanson
- Weird Al Yankovic a interprété une chanson, I lost on Jeopardy.
- Roger Hodgson, un des deux membres fondateurs du groupe Supertramp, a composé la chanson In Jeopardy dans son album In the Eye of the Storm.
- Greg Kihn Band a interprété son plus grand succès, Jeopardy, en 1983.